# Фрипорт (Тексас)
Фрипорт (енгл. Freeport) град је у америчкој држави Тексас. По попису становништва из 2010. у њему је живело 12.049 становника.

## Демографија
Према попису становништва из 2010. у граду је живело 12.049 становника, што је 659 (5,2%) становника мање него 2000. године.
| Група             | 2000.         | 2010.         |
| Белци             | 4.224 (33,2%) | 3.190 (26,5%) |
| Афроамериканци    | 1.700 (13,4%) | 1.467 (12,2%) |
| Азијати           | 45 (0,4%)     | 60 (0,5%)     |
| Хиспаноамериканци | 6.614 (52,0%) | 7.223 (59,9%) |
| Укупно            | 12.708        | 12.049        |